# Peso minimosca
Peso minimosca, mosca ligero o mosca junior es una categoría competitiva del boxeo y otros deportes de combate que agrupa a competidores de poco peso. Recibe diferentes nombres en los diversos países de habla hispana y las diversas asociaciones reguladoras del boxeo. No debe ser confundida con la categoría que la IBF y la WBO denominan “minimosca” y que se corresponde en realidad con el peso mínimo.
En el boxeo profesional la categoría abarca a los púgiles que pesan más de 47,627 kg (105 lb) y menos de 48,988 kg (108 lb). En el boxeo amateur, para varones mayores, la categoría abarca a los boxeadores que pesan menos de 48 kg (105,82 lb), mientras que para mujeres el peso máximo es de 46 kg.
En el boxeo profesional la categoría inmediata anterior es el peso mínimo (la inicial), y la inmediata superior el peso mosca. En el boxeo amateur se trata de la categoría más liviana, en tanto que la inmediata superior es el peso mosca.

## Historia
Cuando el boxeo fue legalizado en 1920, en el Estado de Nueva York (Estados Unidos), se contempló la existencia de una categoría minimosca, y lo mismo hizo en ese país al año siguiente la Comisión Nacional de Boxeo cuando fue creada, pero poco después modificó ese criterio y la categoría fue abolida en 1922, decisión que Nueva York imitó en 1929.
En 1968, el boxeo amateur estableció la categoría y la incluyó en los Juegos Olímpicos de México 1968 y en 1970, el Consejo Mundial de Boxeo (WBC) hizo lo mismo en el boxeo profesional.
El primer campeón mundial de la categoría fue el italiano Franco Udella, quien ganó la corona (WBC) en 1975 luego de vencer al paraguayo Rafael Lovera. Ese mismo año la Asociación Mundial de Boxeo (WBA) realizó su primer combate por el título minimosca, en la que el panameño Jaime Ríos derrotó al venezolano Rigoberto Marcano, por puntos en quince asaltos. El primer campeón reconocido por la Federación Internacional de Boxeo (IBF) fue el filipino Dodie "Boy" Penalosa, en 1983.
El 13 de marzo de 1993 tuvo lugar la primera superpelea minimosca, cuando se enfrentaron para unificar coronas, el estadounidense Michael Carbajal, campeón de la IBF, contra el mexicano Humberto "La Chiquita" González, campeón de la WBC, en la que Carbajal noqueó a González. La revancha realizada el 19 de febrero de 1994, fue la primera pelea minimosca en la que uno de los púgiles, en este caso Carbajal, alcanzó una bolsa de 1 millón de dólares.

## Mujeres y cadetes
En el boxeo profesional no existen diferencias entre varones y mujeres, en lo relativo a los límites entre las categorías, con la aclaración que entre las mujeres no existe la categoría de peso crucero y por lo tanto la categoría máxima es peso pesado, que tiene un límite inferior menor.
En el boxeo amateur sí existen diferencias en los límites de las categorías, entre los varones mayores (adultos y juniors), con respecto a las mujeres y los cadetes (menores de edad). En el caso de la categoría minimosca, llamada mosca ligero, el boxeo femenino tiene un límite máximo de 46 kilos (101,41 lb).
Los cadetes (menores de edad) suelen tener regulaciones en cada federación nacional, que respetan las categorías de mayores, pero establecen límites de peso diferentes.

## Campeones profesionales
| Campeones mundiales de boxeo | Campeones mundiales de boxeo | Campeones mundiales de boxeo | Campeones mundiales de boxeo | Campeones mundiales de boxeo | Campeones mundiales de boxeo |
| Asociación                   | Desde                        | Campeón                      | País                         | Récord                       | Defensas                     |
| ---------------------------- | ---------------------------- | ---------------------------- | ---------------------------- | ---------------------------- | ---------------------------- |
| Super WBA                    | 31 de diciembre de 2017      | Hiroto Kyoguchi              | Japón                        | 16-0 (10 KO)                 | 4                            |
| WBC                          | 19 de marzo de 2022          | Kenshiro Teraji              | Japón                        | 19–1 (11 KO)                 | 0                            |
| IBF                          | 3 de septiembre de 2022      | Sivenathi Nontshinga         | Sudáfrica                    | 11–0 (9 KO)                  | 0                            |
| WBO                          | 16 de octubre de 2022        | Jonathan González            | Puerto Rico                  | 25–3–1–1 (14 KO)             | 0                            |

Actualizado el 28/10/2022

## Campeones amateurs

### Campeones olímpicos
- Juegos Olímpicos de 1968 –  Francisco Rodríguez (VEN)
- Juegos Olímpicos de 1972 –  György Gedó (HUN)
- Juegos Olímpicos de 1976 –  Jorge Hernández (CUB)
- Juegos Olímpicos de 1980 –  Shamil Sabirov (URS)
- Juegos Olímpicos de 1984 –  Paul Gonzales (USA)
- Juegos Olímpicos de 1988 –  Ivailo Marinov (BUL)
- Juegos Olímpicos de 1992 –  Rogelio Marcelo (CUB)
- Juegos Olímpicos de 1996 –  Daniel Petrov (BUL)
- Juegos Olímpicos de 2000 –  Brahim Asloum (FRA)
- Juegos Olímpicos de 2004 –  Yan Bartelemí Varela (CUB)
- Juegos Olímpicos de 2008 –  Zou Shiming (CHN)
- Juegos Olímpicos de 2012 –  Zou Shiming (CHN)
- Juegos Olímpicos de 2016 –  Hasanboy Dusmatov (UZB)

### Juegos Panamericanos (medallas de oro)
- Juegos Panamericanos de 1971 –  Rafael Carbonell (CUB)
- Juegos Panamericanos de 1975 –  Jorge Hernández (CUB)
- Juegos Panamericanos de 1979 –  Héctor Ramírez (CUB)
- Juegos Panamericanos de 1983 –  Rafael Ramos (PUR)
- Juegos Panamericanos de 1987 –  Luis Román Rolón (PUR)
- Juegos Panamericanos de 1991 –  Rogelio Marcelo (CUB)
- Juegos Panamericanos de 1995 –  Édgar Velázquez (VEN)
- Juegos Panamericanos de 1999 –  Maikro Romero (CUB)
- Juegos Panamericanos de 2003 –  Yan Bartelemí Varela (CUB)